# Kenneth R.R. Isaacs
Kenneth R.R. Isaacs född 1915 död 1955, engelsk kompositör. Han var även verksam under pseudonymen Kenneth Essex.

## Filmmusik
- 1975 - Monty Pythons galna värld
- 1957 - Klarar Bananen Biffen?
- 1956 – Åsa-Nisse flyger i luften